# Остоффен
Остоффен (фр. Osthoffen) — коммуна на северо-востоке Франции в регионе Гранд-Эст (бывший Эльзас — Шампань — Арденны — Лотарингия), департамент Нижний Рейн, округ Страсбур, кантон Ленгольсайм. До марта 2015 года коммуна административно входила в состав упразднённого кантона Трюштерсайм (округ Страсбур-Кампань).
Площадь коммуны — 5,11 км², население — 791 человек (2006) с тенденцией к росту: 832 человека (2013), плотность населения — 162,8 чел/км².

## Население
Население коммуны в 2011 году составляло 819 человек, в 2012 году — 825 человек, а в 2013-м — 832 человека.
| 1962 | 1968 | 1975 | 1982 | 1990 | 1999 | 2006 | 2008 | 2011 | 2012 | 2013 |
| ---- | ---- | ---- | ---- | ---- | ---- | ---- | ---- | ---- | ---- | ---- |
| 403  | 409  | 408  | 514  | 573  | 683  | 791  | 822  | 819  | 825  | 832  |

Динамика населения:

## Экономика
В 2010 году из 558 человек трудоспособного возраста (от 15 до 64 лет) 430 были экономически активными, 128 — неактивными (показатель активности 77,1 %, в 1999 году — 73,6 %). Из 430 активных трудоспособных жителей работали 412 человек (218 мужчин и 194 женщины), 18 числились безработными (8 мужчин и 10 женщин). Среди 128 трудоспособных неактивных граждан 45 были учениками либо студентами, 61 — пенсионерами, а ещё 22 — были неактивны в силу других причин.

## Достопримечательности (фотогалерея)

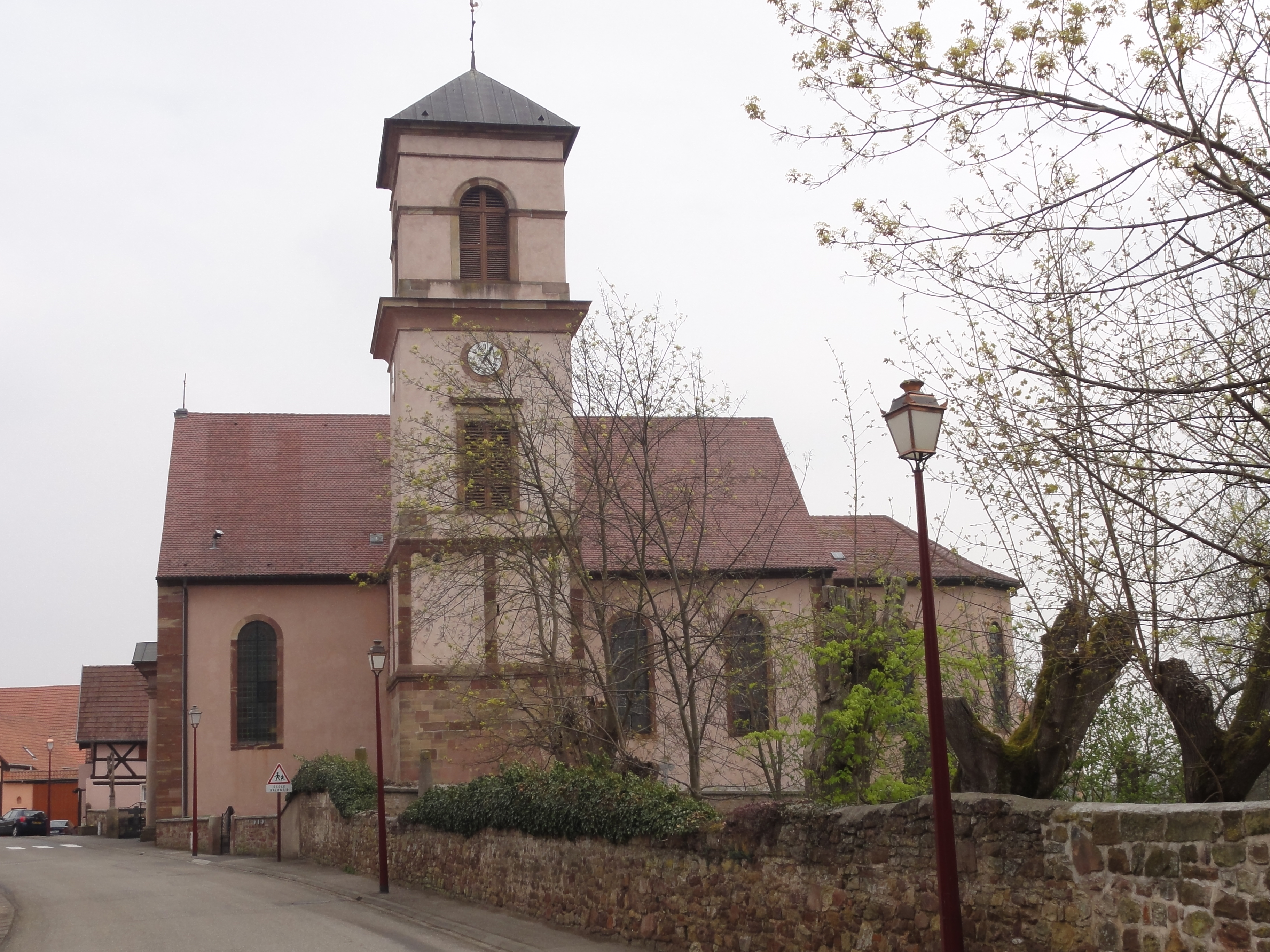
Церковь